# الين راشيل
الين راشيل (بالإنجليزية: Allyn Rachel)‏ هي ممثلة أمريكية بدأت مسيرتها الفنية عام 2011.

## وصلات خارجية
- الين راشيل على موقع IMDb (الإنجليزية)
- الين راشيل على موقع قاعدة بيانات الفيلم (الإنجليزية)